# John Garrels
John Garrels (John Carlyle „Johnny“ Garrels; * 18. November 1885 in Bay City, Michigan; † 21. Oktober 1956 in Grosse Ile Township, Michigan) war ein US-amerikanischer Leichtathlet.
Bei den Olympischen Spielen 1908 in London gewann er Silber im 110-Meter-Hürdenlauf und Bronze im Kugelstoßen. Er nahm auch an beiden Diskuswurf-Wettbewerben teil, kam aber nicht über die Vorrunde hinaus.
John Garrels schloss 1907 sein Studium an der University of Michigan ab, in deren American-Football-Mannschaft er ebenfalls aktiv war.